# Ellen Andersen
|  | Dette opslag omhandler atleten Ellen Andersen (gift Pedersen). Se Ellen Andersen (økonom) for opslag om den danske økonomiske modelbygger og professor Ellen Andersen |
Ellen Andersen (gift Pedersen) er en tidligere dansk atlet. 
Ellen Andersen startede karrieren i Herning GF, hun flyttede til København og var fra 1950 medlem af Frederiksberg IF med et enkelt år (1951) i Klampenborg IK.
Hun vandt seks individuelle danske mesterskaber samt ni sølv- og to bronzemedaljer i perioden 1946-1956. 

## Danske mesterskaber
- Bronze 1956  80 meter hæk 12,4
- Sølv 1953  80 meter hæk 12,8
- Sølv 1953  Længdespring  5,17
- Guld 1952  Længdespring  5,07
- Sølv 1952  80 meter hæk 13,7
- Guld 1952  Femkamp
- Guld 1952  Ottekamp
- Sølv 1951  80 meter hæk 12,7
- Sølv 1951  Længdespring  5,25
- Guld 1951  Ottekamp
- Guld 1950  Længdespring  5,29
- Bronze 1950  80 meter hæk 13,1
- Guld 1950  Ottekamp
- Sølv 1949  80 meter hæk 12,8
- Sølv 1949  Længdespring  5,12
- Sølv 1947  Længdespring  4,88
- Sølv 1946  Længdespring  5,21